# Bondari, Konotop
Bondari (în ucraineană Бондарі) este un sat în comuna Sahnî din raionul Konotop, regiunea Sumî, Ucraina.

## Demografie
Componența lingvistică a localității Bondari
     Ucraineană (96,74%)
     Rusă (3,26%)
Conform recensământului din 2001, majoritatea populației localității Bondari era vorbitoare de ucraineană (96,74%), existând în minoritate și vorbitori de rusă (3,26%).